# La Fin d'un roman
Pour les articles homonymes, voir The Brat.
Pour plus de détails, voir Fiche technique et Distribution.

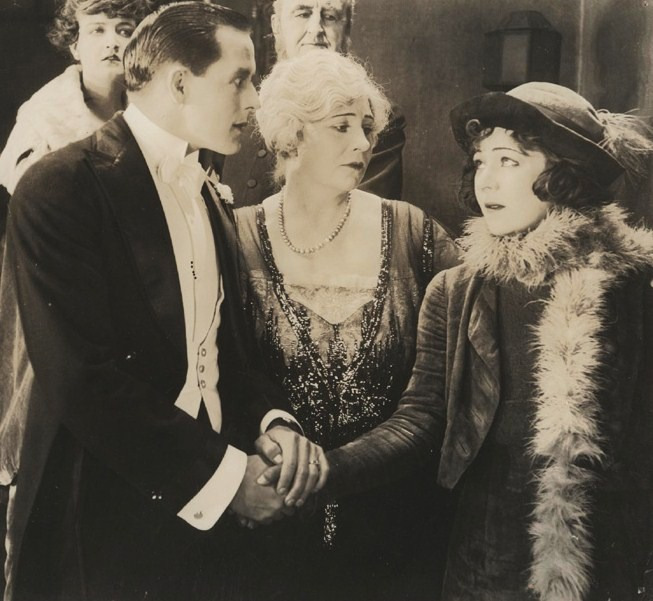
Charles Bryant, Amy Veness et Alla Nazimova

La Fin d'un roman (titre original : The Brat) est un film muet américain réalisé par Herbert Blaché, sorti en 1919.
Il est actuellement réputé perdu.

## Synopsis
Voir l'article consacré au remake de 1931.

## Fiche technique
- Titre : La Fin d'un roman
- Titre original : The Brat
- Réalisation : Herbert Blaché
- Scénario : June Mathis (+ intertitres), Charles Bryant et Alla Nazimova, d'après la pièce éponyme de Maude Fulton, créée à Broadway en 1917
- Directeur de la photographie : Eugene Gaudio
- Décors : M. P. Staulcup
- Productrice : Alla Nazimova
- Société de production : Nazimova Productions
- Société de distribution : Metro Pictures Corporation
- Pays de production : États-Unis
- Genre : Drame
- Film muet - Noir et blanc - 70 min
- Date de sortie : États-Unis : 1er septembre 1919

## Distribution
- Alla Nazimova : The Brat
- Charles Bryant : MacMillan Forrester
- Amy Veness : Mme Forrester
- Frank Currier : L'évêque
- Darrell Foss : Stephen Forrester
- Bonnie Hill : Angela
- Milla Davenport : La tante de The Brat
- Henry Kolker : Un dandy
- Ethelbert Knott : Le majordome

## Remake
- 1931 : The Brat de John Ford, avec Sally O'Neil (The Brat) et Alan Dinehart (MacMillan Forrester)